# Суп
Суп (от фр. soupe) — жидкое блюдо, в составе которого содержится не менее 50 % жидкости. Жидкую часть супа называют основой, плотную — гарниром. Супы готовят на бульонах, отварах, молоке и молочных продуктах и квасе. Гарниром в супах выступают самые разнообразные продукты: овощи, грибы, крупы, бобовые и макаронные изделия, рыба, мясо и птица. Отличительная черта супа состоит в том, что его едят ложкой и не пользуются ножом для измельчения входящих в его состав продуктов.
Суп — важная составная часть пищи человека, служащая источником энергии и материалом для построения органов и тканей тела. Супы содержат много растворённых белков, жиров, углеводов и экстрактивных веществ, которые легко перевариваются и хорошо усваиваются организмом. Экстрактивные, вкусовые и ароматические вещества супов способствуют возбуждению аппетита и улучшению пищеварения.
Супы широко распространены в русской кухне, они являются важной в пищевом отношении составляющей русского обеда, называются первым блюдом и сервируются после закусок и холодных блюд.

## Этимология
Слово «суп» звучит похоже во многих языках. Русское «суп», как англ. sоuр и нидерл. soep, происходит от фр. soupe, произошедшего от галло-романского suppa, имеющего, в свою очередь, предположительно германское происхождение. Источник французского слова — лат. suppa. В поздней латыни для бульонов, которыми заливали хлеб, использовалось слово suppa в значении «погружать в воду, размачивать». Западные германцы называли словом suppj накрошенный хлеб или кашеобразное кушанье. В древневерхненемецком языке sopha, soffa и sûfan означали «хлебать, пить, лакать», а supon — «сдобрять специями».
На Руси похлёбки, которые готовили в горшках в печи, сменились европейскими супами в петровскую эпоху, с появлением иностранцев из Европы, которые завезли кастрюли, «сарацинское пшено» рис и, позднее, картофель. Европейские супы были жиже похлёбок, о чём у В. И. Даля сохранилась пословица «У супа ножки жиденьки» и прозвище иностранцев «суповы ножки». Позаимствованное в Европе слово «суп» прослеживается в русском языке с начала XVIII века и окончательно утвердилось к концу века. Как следует из записок Б. И. Куракина, первоначально слово звучало как суппе и суппа и было женского рода, как в немецком языке (нем. Suppe). Против использования чужеземного слова «суп» вместо родной «похлёбки» выступал поэт А. П. Сумароков. Ныне слово «похлёбка» почти полностью вышло из употребления.

## История
Предполагается, что первыми жидкое блюдо сварили синантропы, которые триста тысяч лет назад научились пользоваться огнём для приготовления пищи. Они жарили мясо, завернув в мягкую глину, которая затвердевала и в конечном итоге и привела к изобретению горшка. В некоторых регионах Европы (Испания, Франция, Великобритания) использование огня не прослеживается ранее чем двести тысяч лет назад, поэтому время появления супа, как и конкретную культуру, в которой он возник, определить невозможно. Час супа наступил, когда человек узнал, что трудно перевариваемые или несъедобные растительные и животные субстанции благодаря варке становятся съедобными и полезными. Производство керамики из обожжённой глины стало возможным начиная приблизительно с 7500 года до нашей эры, до этого люди умели варить в воде в мешках из животной кожи или желудках животных, которые наполняли горячими камнями, от которых закипала вода.
Предшественниками современных супов были примитивные похлёбки из перловки, рыбного соуса и вина, которые готовили древние римляне. Император Нерон для поддержания голоса каждый день ел похлёбку из лука-порея. В «Одиссее» Гомер упоминает густую похлёбку или кашу из ячменной муки под названием ἄλφιτα. Военные успехи спартанцев нередко связывают с чёрной кровяной похлёбкой. Кровяные супы и по сей день употребляются в разных странах мира. Похожие на буйабес рыбные похлёбки готовили финикийцы. Известно, что возлюбленная Перикла Аспасия великолепно готовила суп из курятины и баранины. Расцвет супа как блюда начался за век до нашей эры на Востоке. В Персии шеф-повар обозначался как «суповый повар», а чорбаджи, командир янычар в Османской империи, буквально означает «главный по чорбе», «распределяющий суп».
В Европе суп приобрёл значение только в XV—XVI веках вместе с распространением технологии огнеупорной обливной кухонной посуды. Горячие густые и сытные похлёбки с хлебом или несладкой выпечкой утвердились в качестве основного зимнего блюда прежде всего в гастрономической культуре европейских стран с холодным климатом. Особо популярным в Средние века в Европе как у крестьянства, так и у знати был дорогостоящий рисовый суп на жирном говяжьем бульоне или коровьем молоке, который обязательно приправляли шафраном и сахаром. В изданной в 1456 году кулинарной книге Гийома Тиреля приведены рецепты лукового, фасолевого, горчичного и конопляного супов, и все они на средневековый вкус обильно подслащивались. Появившееся в XVI веке во Франции понятие «ресторан» неразрывно связано с дешёвым концентрированным супом, которым для «реставрации» желудка изначально торговали на улице. В 1542 году английский путешественник Эндрю Борд писал: «Нигде во всём христианском мире не едят столько супа, как в Англии». В отличие от современных британцев, в те времена англичане питались похлёбками с мясом, овсом, ячменём и пряностями, а также гороховой и овсяной кашей.
Длительное время суп с хлебом оставался единственным блюдом сельского населения и до настоящего времени сохраняет важное место в питании крестьян. В Европе суп традиционно потребляли на завтрак, только в XVIII веке за утренним столом у богатых слоёв населения его сменили новые дорогостоящие напитки: чай, горячий шоколад и кофе, к которым для сытости подавали выпечку, сливочное масло и мармелад. В Средние века и раннее Новое время монастыри кормили бедноту так называемым «монастырским супом» — густой похлёбкой из толокна или других зерновых культур с овощами, преимущественно репой. Бедняцкое происхождение прослеживается у ныне деликатесного густого и сытного беарнского гарбюра. В XVIII веке благодаря идее сытного и полезного супа для бедных прославился офицер и физик граф Румфорд. Он рекомендовал для своего дешёвого супа Румфорда только полезные продукты: картофель, фасоль, горох, чечевицу, рис, ячмень, которые следовало измельчать в густой суп-пюре, а для улучшения вкуса добавлять репчатый лук, сельдерей, чеснок, петрушку, жёлтую репу, савойскую капусту, щавель, тимьян, майоран, лавровый лист и другие приправы, а также немного сливочного масла или смальца, нутряного жира, жареного сала и поджаренные ломтики хлеба. Румфорд ориентировался на изобретённый Дени Папеном «папинов котёл», в котором получалось полностью вываривать измельчённые говяжьи кости, из полученных питательных веществ можно было производить костное желе, чтобы насыщать и приправлять супы для бедных. С 1839 года в Великобритании на средства властей работали так называемые «суповые кухни» для неимущих, в 1847 году вступил в силу закон о социальном обеспечении бедных с соответствующим названием. В австрийской Вене в XIX веке аналогичные «суповые учреждения», где городской бедноте и бездомным в зимнее время утром и вечером разливали «горячий питательный напиток».
Культура потребления супа на завтрак сохранялась в сельских регионах стран Европы зачастую до 1930—1940-х годов. Например, в сельских регионах Австрии утренний суп в самых разнообразных вариантах (мучной, молочный, творожный, картофельный, манный, сырный, из простокваши с мукой) продержался до 1930-х годов, сменившись к началу Второй мировой войны кофейным эрзацем. Люди побогаче ели на завтрак супы со взбитыми сливками, винные и шоколадные супы, а бедняки довольствовались пивными супами, из кислого молока с зерном и опавшими плодами фруктовых деревьев. Крестьянская беднота не пользовалась столовыми приборами: суп или жидкую кашу пили из глубоких мисок, вырезанные из дерева ложки появились в крестьянском обиходе лишь начиная с XVII века. Вплоть до первой половины XX века крестьяне в Европе вырезали себе деревянные ложки самостоятельно. Переход от общего котла, стоящего в середине стола, к индивидуальным эмалированным жестяным мискам занял значительное время. Во многих регионах Азии суп оставался привычной едой на завтрак вплоть до XXI века; в Лаосе на завтрак традиционно едят суп-лапшу, во Вьетнаме — пряный фо на курином или говяжьем бульоне, в Алжире, Тунисе и Египте имеются специальные супы, которые едят до восхода солнца на завтрак в Рамадан.
Статус жидких кушаний в Европе повысили французы, чьи гастрономические традиции испытывали влияние итальянской кухни ещё начиная с похода Карла VIII на Италию в самом конце XV века, но матерью французской кухни впоследствии окрестили королеву Франции Екатерину Медичи. В ренессансной Италии знаменитые повара маэстро Мартино и Бартоломео Скаппи отказались от рудиментарных кулинарных техник Средневековья и предлагали готовить более мягкие и лёгкие блюда. Вплоть до начала XVIII века супы занимали значительное место в меню итальянцев, затем они были вытеснены пастами. Под итальянским влиянием французский двор, не признававший средневековую «бедняцкую» еду, постепенно изменил своё отношение к жидким блюдам. С Марией Медичи во Францию вновь прибыли итальянские повара, новая волна итальянского кулинарного влияния обеспечила французской кухне высочайший взлёт развития и влияния среди европейских кухонь. Людовик XIV вместе с фаворитками предавался модному хобби изобретать вместе с придворными поварами новые рецепты, супы ему готовили в том числе из изысканных овощей, выращенных под его руководством. Франсуа Ла Варенн придумал мучную пассеровку, благодаря которой появились слегка загущенные супы. В XVII веке старофранцузские густые супы без определённого вкуса, в которые собирали все имеющиеся продукты, упростились и приобрели вкус основного продукта. Французский агроном Николя де Боннефон критиковал сложные супы по унаследованным веками рецептам и требовал, чтобы капустный суп имел вкус капусты, порейный — порея, а брюквенный — брюквы. При Людовике XV две трети мяса на королевской кухне отваривалось для получения крепких бульонов, супы наконец были признаны равноправным блюдом на столе монарха.
Французская кухня выработала, вероятно, наибольшее количество терминов для «годных жидких блюд»: «консоме» — прозрачный мясной суп, «потаж» — утончённый суп с гарниром (поначалу мясом, нарезанным хлебом или выпечкой) и «суп» — для густых сытных супов, а терминами «велюте» и «крем» обозначаются загущенные супы. Для непроцеженных похлёбок имеется термин «мармит». Изданный иезуитами в 1771 году «Словарь Треву» уточнял, что «суп» — слово французское, но мещанское, и рекомендовал людям изысканным говорить «потаж». Популярное вплоть до середины XX века французское приглашение «приходите к нам вечером на суп» чётко означало, что гостю предложат на ужин незамысловатое ароматное блюдо, в котором «ложка стоит». В современном французском языке слово «суп» употребляется, в частности, для обозначения лукового и рыбного супов. Новые изящные французские супы-потажи быстро завоевали себе место на столах европейской знати и буржуазии. В самой Франции жидкие первые блюда удерживали позиции ещё на рубеже XIX—XX веков, но затем их ждала та же незавидная судьба итальянских супов. В меню современных французских ресторанов их заменяют по большей части холодные или горячие закуски.
В начале XIX века среди европейских гастрософов развернулась полемика о необходимости супа как первого обеденного блюда. Принципиальным противником супов был гурмэ маркиз Луи де Кюсси, утверждавший, что «хорошей книге не требуется предисловие, а хорошему обеду — суп». В защиту полезных для желудка супов высказывались Жан Антельм Брилья-Саварен и Карл Фридрих Румор. К. В. Гуфеланд настоятельно рекомендовал супы своим пациентам И. В. Гёте и Ф. Шиллеру. Во времена Венского конгресса знаменитый «повар королей и король поваров» Мари-Антуан Карем завёл моду давать супам названия в честь знаменитостей или исторических событий, позднее этот обычай поддерживал и Огюст Эскофье. Имена представителей России носят сельдерейный суп-пюре «Пётр Великий» и потаж Багратион с телятиной и макаронами.

## Классификация
Суп для обеда — всё равно что портик или перистиль для здания; это означает, что он не просто открывает трапезу, но должен давать о ней верное представление, примерно так же, как увертюра комической оперы должна давать представление о её содержании.
Супы отличаются большим разнообразием, по подсчётам В. В. Похлёбкина, мировая кулинарная практика располагает полутора сотнями типов супов, которые в свою очередь подразделяются на тысячу видов, а затем подвидов или вариантов. Супы классифицируют по температуре подачи, способу приготовления и жидкой основе. По температуре подачи супы классифицируются на горячие и холодные. Температура подачи горячих супов составляет не ниже 75 °C, холодных — не выше 10—12 °C или 14 °C.
По способу приготовления супы бывают прозрачными, заправочными и пюреобразными. Прозрачные супы представляют собой концентрированные осветлённые и обогащённые экстрактивными веществами бульоны, которые соединяют с гарнирами непосредственно в порционной посуде перед подачей на стол или вообще сервируют раздельно. Классическая уха является прозрачным супом. Заправочные супы готовят на основе мясных, куриных, рыбных и грибных бульонов, овощных отваров и молоке и заправляют пассерованными овощами (луком, морковью, пряными кореньями, которые придают готовому блюду красивый янтарный оттенок), а также томатным пюре и мукой. Заправочные супы подразделяются на острые (борщи, щи, рассольники, солянки) и пресные (из свежих овощей, круп, бобовых, макаронных и мучных изделий). Густые супы-пюре готовят из самых разнообразных продуктов, которые после варки перетирают и вновь соединяют с бульоном или отваром. Они имеют стабильную однородную консистенцию сметаны без осадка и комков благодаря мучной пассеровке. Если перед подачей протёртый суп заправляют яично-молочным льезоном или сливками, он именуется крем-супом. Супы-пюре — французские по происхождению и характерны для гастрономических культур Западной Европы, в то время как в Восточной Европе и России преобладают заправочные супы.
Согласно традициям русской ресторанной кухни, заправочные супы обычно подают к столу в мельхиоровых мисках или супницах, из которых официант затем разливательной ложкой кладёт в глубокую столовую тарелку сначала гарнир супа, а затем наливает его жидкую часть. Заправочные супы, приготовленные в керамических горшочках, сервируют к столу с деревянной ложкой, по желанию суп можно переложить из горшочка в глубокую столовую тарелку. Забелку подают к заправочному супу отдельно в соуснике на пирожковой тарелке с чайной ложкой. Прозрачные супы и супы-пюре сервируют в бульонных чашках на блюдце. Ватрушки, пампушки и крупеники сервируют к рассольникам и борщам на пирожковых тарелках. Гарниры к прозрачным супам подают отдельно: гренки, пирожки, кулебяки, расстегаи — на пирожковой тарелке, профитроли — в салатнике, яичный гарнир подают вместе с бульоном.
По жидкой основе горячие супы подразделяются на приготавливаемые на бульонах (костном, мясокостном, рыбном или из птицы), молоке и отварах (грибном, овощном и крупяном), а холодные — на квасе, пиве, свекольном и фруктово-ягодных отварах, кисломолочных продуктах (кефире, простокваше). В российских кулинарных изданиях традиционно выделяют в отдельные группы молочные и сладкие супы, которые подают летом холодными, а зимой — горячими; гарниром к ним подают сухой бисквит, печенье или кекс.
- Австрийский прозрачный суп с сырными кнедлями
- Заправочный грибной суп с лисичками
- Пюреобразный биск с креветками
- Силезский холодный щавелевый суп
- Сладкий суп из бузины с манными клёцками и яблоком

## Региональные, национальные и специальные супы
Региональными называются супы, происходящие из определённого региона, которые преимущественно готовят из типичных и характерных для этой местности продуктов.
Национальными супами становятся региональные суповые специалитеты, благодаря ингредиентам и способу приготовления получившие известность за пределами своих регионов. Наиболее известные национальные супы — швейцарские граубюнденский ячменный и базельский молочный супы, французские буйабес, малый мармит Генриха IV и луковый суп, итальянские минестроне, бузекка, павийский суп и суп милле-фанти, английский суп из бычьих хвостов, испанские гаспачо и олья подрида, португальский калду верде, венгерский гуляш, украинский борщ и тайский том ям.
Специальными именуют супы с добавлением дорогостоящих и экзотических ингредиентов, обладающие особенным вкусом (с панцирями ракообразных, акульими плавниками, морскими ушками, кенгуриными хвостами, птичьими гнёздами, трепангами).